# Du Xigui
Cette page contient des caractères spéciaux ou non latins. S’ils s’affichent mal (▯, ?, etc.), consultez la page d’aide Unicode.
Du Xigui (chinois 杜錫珪), né le 12 novembre 1875 et mort le 28 décembre 1933, est un officier de marine chinois actif à la fin de la dynastie Qing et durant l'ère des seigneurs de guerre, et président de la République de Chine.

## Biographie
Né à Fuzhou, Du Xigui obtient son diplôme de l'école navale de Nanjing en 1902. En juillet 1911, il est nommé commandant d'un navire et son équipage reçoit l'ordre de Yuan Shikai de remonter le Yangtze pour réprimer le soulèvement de Wuchang plus tard dans l'année. Cependant, face à l'effondrement de l'Empire Qing, Du et ses marins se mutinent et rallient le gouvernement républicain. Ce soulèvement pousse le ministre de la Marine Qing, Sa Zhenbing, à démissionner. Après que Yuan Shikai devient chef du gouvernement de Pékin, Du continue à le servir.
En 1922, Du Xigui fut nommé chef de la marine et participa à la victoire de la clique du Zhili contre Zhang Zuolin. Au printemps 1923, lorsque la flotte de Shanghai se révolta, Du prit la responsabilité de l'incident et démissionna, mais il fut rappelé en novembre de la même année. En 1924, il prit le commandement de la flotte du Yangtze, basée dans le Jiangsu, et battit la flotte du Zhejiang, contrôlée par la clique de l'Anhui sous les ordres de Lin Jianzhang. Plusieurs navires rallièrent son camp, lui permettant de prendre le contrôle des eaux de Shanghai.
En 1926, Du Xigui occupa simultanément les postes de président par intérim, premier ministre et ministre de la Marine. Par la suite, le gouvernement nationaliste basé à Nanjing l'engagea et l'envoya en mission d'inspection des marines étrangères.

## Galerie
|          |
| Du Xigui |

|                                                                          |
| Du Xigui, third from left, in ROCN delegation to Washington D.C. in 1930 |